# Niederbayerische Teilung von 1331
Die Niederbayerische Teilung von 1331 war die Aufteilung des wittelsbachischen Teilherzogtums Niederbayern unter den Enkeln Herzog Heinrichs XIII. Sie ist eine der zahlreichen Landesteilungen im Herzogtum Bayern bis zum Primogeniturgesetz von 1506. Sie endete im Jahr 1340.

## Verlauf
Obwohl die Landstände im Juli 1329 die drei niederbayerischen Herzöge verpflichtet hatten, das Herzogtum Niederbayern zu ihren Lebzeiten nicht weiter aufzuteilen, wurde Niederbayern nach langwierigen Streitigkeiten bei der Teilung von 1331 mit der Unterstützung Kaiser Ludwigs des Bayern aufgeteilt in die Teilherzogtümer
- Bayern-Landshut-Straubing unter Heinrich XIV.
- Bayern-Burghausen unter Otto IV.
- Bayern-Deggendorf unter Heinrich XV.

Bereits 1332 regierten Heinrich XIV. und Heinrich XV. wieder gemeinsam. 1333 starb Heinrich XV. 1334 eignete sich Heinrich XIV., der im Konflikt mit seinem Vetter Kaiser Ludwig dem Bayern lag, nach dem Tod Ottos IV. Bayern-Burghausen an. Kurz nach seiner Versöhnung mit Ludwig dem Bayern erlag Heinrich im Jahr 1339 seiner Lepraerkrankung. Nachfolger in Niederbayern wurde sein Sohn mit Margarete von Luxemburg (1313–1341), Johann das Kind. Bereits 1340 fiel ganz Niederbayern nach dem Tod Johanns an Kaiser Ludwig den Bayern.